# Guy Lombardo
Gaetano Alberto "Guy" Lombardo (19. juni 1902 – 5. november 1977) var en canadisk orkesterleder og violinist.
Sammen med sine tre brødre – Carmen, Lebet og Victor – samt andre musikere fra sin hjemby London, Ontario, dannede han sit eget big band The Royal Canadians i 1924.
Fra 1929 til 1959 spillede orkestret på Roosevelt Hotel i New York og fra 1959 til 1976 på Waldorf Astoria.
Lombardo-brødrene indspillede gennem karrieren mere end 300 millioner plader.